# Šikmý kostel 3: Románová kronika ztraceného města: léta 1945–1961

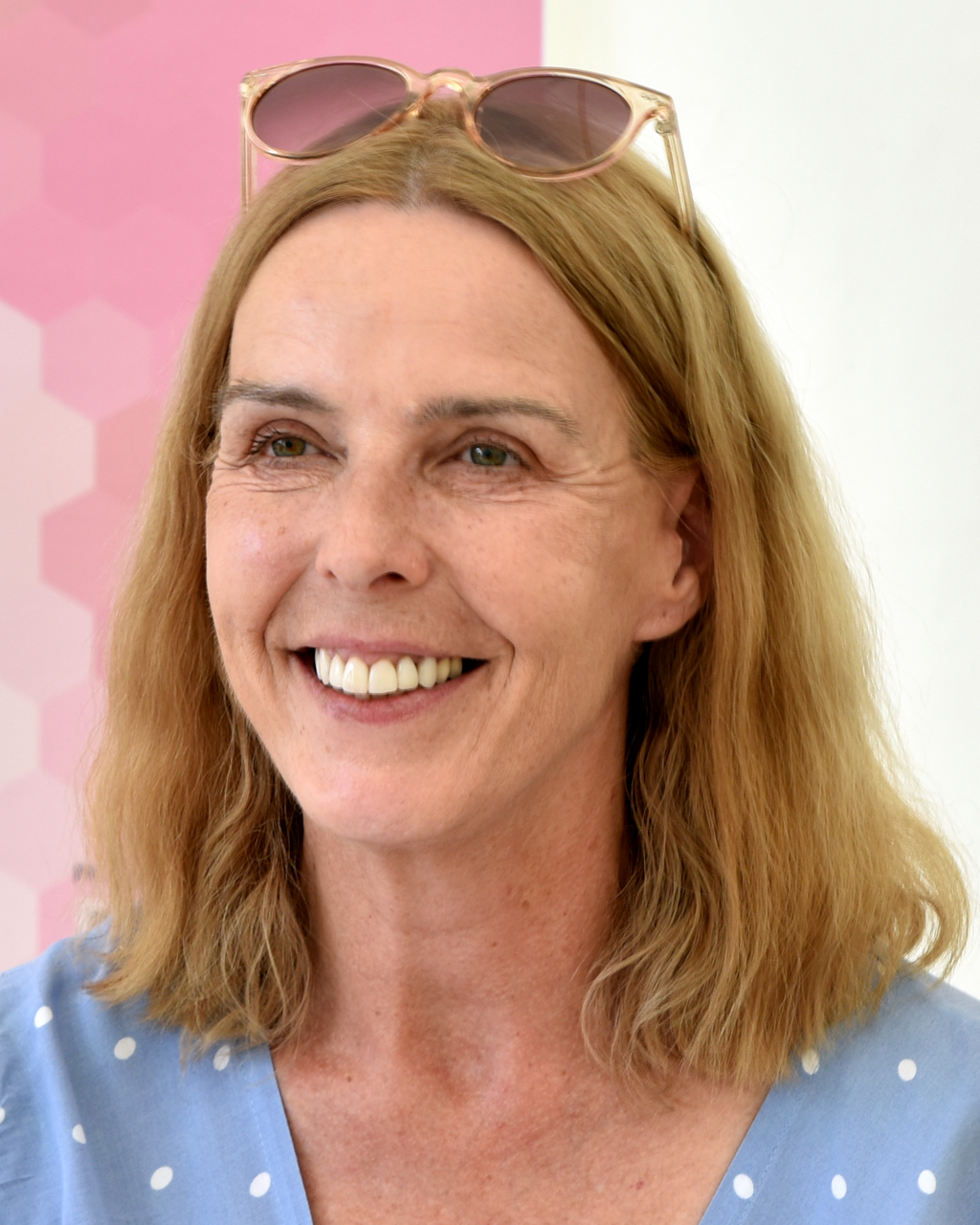
Karin Lednická

Šikmý kostel 3: Románová kronika ztraceného města: léta 1945–1961 je historický román české spisovatelky a nakladatelky Karin Lednické vydaný v roce 2024. Je to poslední díl třídílného cyklu, kterému předcházely Šikmý kostel: románová kronika ztraceného města: léta 1894–1921 a Šikmý kostel 2: románová kronika ztraceného města: léta 1921–1945.

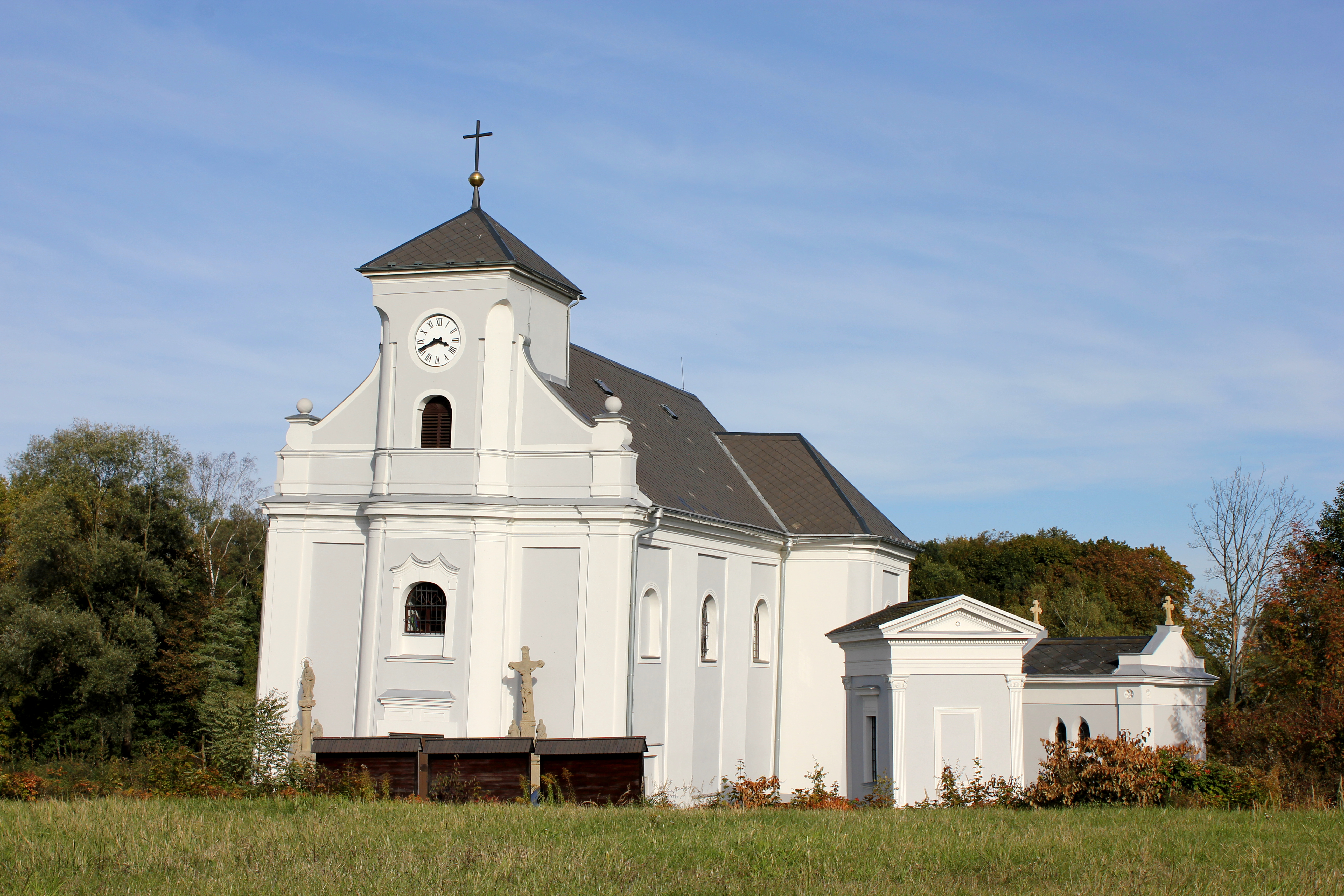
Kostel svatého Petra z Alkantary

Román popisuje osudy několika polských rodin z hornického města Karviná a blízkého okolí na pozadí dějinných události mezi lety 1945–1961, především pak postupný zánik města v souvislosti s těžbou uhlí, důlní neštěstí v roce 1951 nebo výstavbu Havířova. Autorka před sepsáním knihy provedla rozsáhlé rešerše a některé části románu vycházejí z událostí, které se v karvinském regionu skutečně staly. Název románu je odvozen od kostela svatého Petra z Alkantary, kterému se někdy říká Šikmý kostel. Tento kostel býval jedním z hlavních kostelů v Karviné, přičemž se zachoval i poté, co celé město Karviná v 60. letech 20. století zaniklo v důsledku těžby uhlí. Kvůli poklesu půdy došlo k jeho zešikmení. Některé postavy románu jsou skutečné historické osobnosti spjaté s regionem, jde například o kněze Ludvíka Sobka nebo činitele KSČ Drahomíra Koldera.
Román byl obecně přijat velmi pozitivně a stejně jako předchozí díly cyklu se stal bestsellerem a byl oceňován byl především pro svou autenticitu a dramatický styl, ale i pro to, že díky němu došlo ke zvýšení zájmu o region Karvinska.
Poslední část románu nese název „Lidé a město“ a je to obrazová příloha, která dokumentuje postupnou zkázu města Karviná.